# Autobahnring Chongqing
Der Autobahnring von Chongqing (chinesisch 重庆绕城高速公路, Pinyin Chóngqìng  ràochéng gāosù gōnglù, englisch Chongqing Ring Expressway), chin. Abk. G5001, ist ein lokaler Autobahnring rund um die Regierungsunmittelbare Stadt Chongqing. Er weist eine Länge von 188 km auf. Auf dem Westteil des Autobahnrings verläuft die Autobahn G93. Ferner kreuzen ihn die überregionalen Autobahnen G50, G65, G75 und G85.